# Anika Noni Rose
Anika Noni Rose (ur. 6 września 1972) – amerykańska aktorka i wokalistka. Znana jest przede wszystkim z ról w broadwayowskiej produkcji Caroline, or Change oraz w filmach Dreamgirls i Księżniczka i żaba.

## Wczesne życie
Rose urodziła się w Bloomfield, w stanie Connecticut. Podczas nauki w liceum wystąpiła w szkolnym przedstawieniu i od tego czasu zainteresowało ją aktorstwo. Ukończyła Florida A&M University i kontynuowała studia w American Conservatory Theatre w San Francisco.

## Kariera
Rose, po ukończeniu studiów, przeniosła się do Nowego Jorku. Przez trzy miesiące starała się o rolę Rusty w broadwayowskim musicalu Footloose, którą ostatecznie zdobyła. Później wystąpiła w kolejnych musicalach, w tym w Eli's Comin' oraz Me and Mrs. Jones. Przełom w karierze aktorki nastąpił z rolą w Caroline, or Change. Za występ w tej sztuce Rose otrzymała Theatre World Award, Lucille Lortel Award oraz Tony Award.
Debiutancki występ Rose w filmie miał miejsce w 1999 roku za pośrednictwem King of the Bingo Game. W 2003 roku zagrała w obrazie Justin i Kelly, a rok później w Temptation oraz Przetrwać święta. W 2006 roku Rose wystąpiła w Dreamgirls, gdzie partnerowała m.in.: Beyoncé Knowles, Jennifer Hudson, Jamiemu Foxxowi i Eddiemu Murphy'emu. Od tego czasu pojawiła się w kolejnych produkcjach: Just Add Water, Razor i animacji Księżniczka i żaba jako głos głównej bohaterki, Tiany. Postać ta była pierwszą czarnoskórą księżniczką Disneya. 
22 listopada 2009 roku Rose zaśpiewała Hymn Stanów Zjednoczonych Ameryki podczas zakończenia sezonu NASCAR Sprint Cup Series.

## Nagrody i nominacje
Nagrody
- 1998: Dean Goodman Choice Award – Valley Song
- 1998: Garland/Drama Logue Award – Valley Song
- 1999: S.F. Bay Guardian Upstage/Downstage Award – Valley Song and Threepenny Opera
- 2001: OBIE Award – Eli's Comin'
- 2004: Clarence Derwent Award – Caroline, or Change
- 2004: Lucille Lortel Award dla najlepszej aktorki drugoplanowej – Caroline, or Change
- 2004: Theatre World Award – Caroline, or Change
- 2004: Tony Award dla najlepszej aktorki drugoplanowej w musicalu – Caroline, or Change

Nominacje
- 2004: Drama Desk Award dla najlepszej aktorki drugoplanowej w musicalu – Caroline, or Change
- 2007: Image Award dla najlepszej aktorki drugoplanowej – Dreamgirls
- 2007: Screen Actors Guild dla najlepszej obsady – Dreamgirls
- 2008: Image Award dla najlepszej aktorki w serialu telewizyjnym – The Starter Wife
- 2008: Grammy dla najlepszego kompilacyjnego soundtracku - Dreamgirls
- 2009: Satellite Award dla najlepszej drugoplanowej aktorki w serialu - Ladies No. 1 Detective Agency
- 2010: Image Award dla najlepszej aktorki - The Princess and the Frog

## Praca

### Scena
| Rok        | Sztuka                                   | Rola             |
| ---------- | ---------------------------------------- | ---------------- |
| 1998       | Valley Song                              | Veronica Jonkers |
| 1998       | Hydriotaphia, or the Death of Dr. Browne | His Soul         |
| 1999       | Tartuffe                                 | Marianne         |
| 1999       | Threepenny Opera                         | Polly Peachum    |
| 2000       | Footloose                                | Rusty            |
| 2000       | Aida                                     | Amneris          |
| 2001       | Carmen Jones                             | Cindy Lou        |
| 2001       | Eli's Comin'                             | The Woman        |
| 2001       | Me and Mrs. Jones                        | Cookie           |
| 2003- 2004 | Caroline, or Change                      | Emmie Thibodeaux |
| 2008       | Cat on a Hot Tin Roof                    | Maggie "The Cat" |

### Filmografia
| Rok  | Film                                     | Rola                     |
| ---- | ---------------------------------------- | ------------------------ |
| 1999 | King of the Bingo Game                   | Film Noir Female         |
| 2000 | Leonard Bernstein's Mass at Vatican City | Ensemble                 |
| 2003 | Justin i Kelly                           | Kaya                     |
| 2004 | Temptation                               | Fog                      |
| 2004 | Przetrwać święta                         | członkini chóru          |
| 2006 | Dreamgirls                               | Lorrell Maya Robinson    |
| 2008 | Just Add Water                           | R'ch'lle                 |
| 2009 | Księżniczka i żaba                       | księżniczka Tiana (głos) |
| 2011 | For Colored Girls                        |                          |
| 2011 | Skyler                                   | terapeutka               |

### Telewizja
| Rok     | Serial                            | Rola          |
| ------- | --------------------------------- | ------------- |
| 2001    | 100 Centre Street (1 odcinek)     | -             |
| 2002    | Brygada ratunkowa (1 odcinek)     | Monay         |
| 2007    | The Starter Wife (miniseria)      | Lavender      |
| 2008-09 | The No. 1 Ladies Detective Agency | Grace Makutsi |
| 2016    | Korzenie                          | Kizzy Kinte   |